# Sigmund (mitologia)
Sigmund (in norreno Sigmundr, in tedesco Siegmund) è un eroe epico della mitologia norrena e germanica, padre del più famoso Sigfrido (Sigurðr). Le sue gesta sono raccontate principalmente nella Saga dei Völsungar, ma appare anche poema epico Nibelungenlied e nella Þiðreks saga af Bern e in altri poemi e saghe nordiche.
È protagonista dell’opera La Valchiria di Richard Wagner, seconda opera della saga L'anello del Nibelungo.